# Folkomröstningen om brännvinsförbud i Norge 1919
Folkomröstningen om brännvinsförbud i Norge 1919 hölls den 5-6 oktober 1919 och handlade om ifall Norge skulle införa alkoholförbud. Alkoholförbud till viss del hade börjat gälla 1917. Alla alkoholdrycker räknades inte med, bara spritdrycker.
- Ja 61,6 %
- Nej 39,4 %

En folkomröstning 1926 om fortsatt alkoholförbud resulterade i avskaffande av förbudet.

## Resultat efter fylke
| Fylke           | Ja-röster (%) | Fylke            | Ja-röster (%) |
| --------------- | ------------- | ---------------- | ------------- |
| Østfold         | 65.4          | Akershus         | 33.7          |
| Oslo            | 21.0          | Hedmark          | 49.2          |
| Oppland         | 59.4          | Buskerud         | 42.4          |
| Vestfold        | 49.9          | Telemark         | 72.6          |
| Aust-Agder      | 76.3          | Vest-Agder       | 77.6          |
| Rogaland        | 82.1          | Hordaland        | 80.8          |
| Bergen          | 45.3          | Sogn og Fjordane | 79.2          |
| Møre og Romsdal | 88.0          | Sør-Trøndelag    | 70.0          |
| Nord-Trøndelag  | 77.8          | Nordland         | 73.2          |
| Troms           | 74.1          | Finnmark         | 66.9          |